# Kasserine Nord
Kasserine Nord est une délégation tunisienne dépendant du gouvernorat de Kasserine.
En 2004, elle compte 58 343 habitants dont 29 288 hommes et 29 055 femmes répartis dans 12 206 ménages et 13 467 logements.